# Inga graciliflora
Inga graciliflora är en ärtväxtart som beskrevs av George Bentham. Inga graciliflora ingår i släktet Inga och familjen ärtväxter.

## Underarter
Arten delas in i följande underarter:
- I. g. graciliflora
- I. g. peruviana